# Montescourt-Lizerolles
Montescourt-Lizerolles est une commune française située dans le département de l'Aisne, en région Hauts-de-France.
Montescourt est un petit bourg qui a attiré habitants et commerces des alentours, dont poissonnerie, épicerie, droguerie et services (cinéma, hôtel-restaurant).

## Géographie

### Communes limitrophes
|          | Essigny-le-Grand       | Hinacourt  |
| Clastres | Montescourt-Lizerolles | Gibercourt |
|          | Jussy                  |            |

### Hydrographie

#### Réseau hydrographique
La commune est traversée par la ligne de partage des eaux entre les bassins hydrographiques Artois-Picardie et Seine-Normandie. Elle est drainée par la Clastroise.

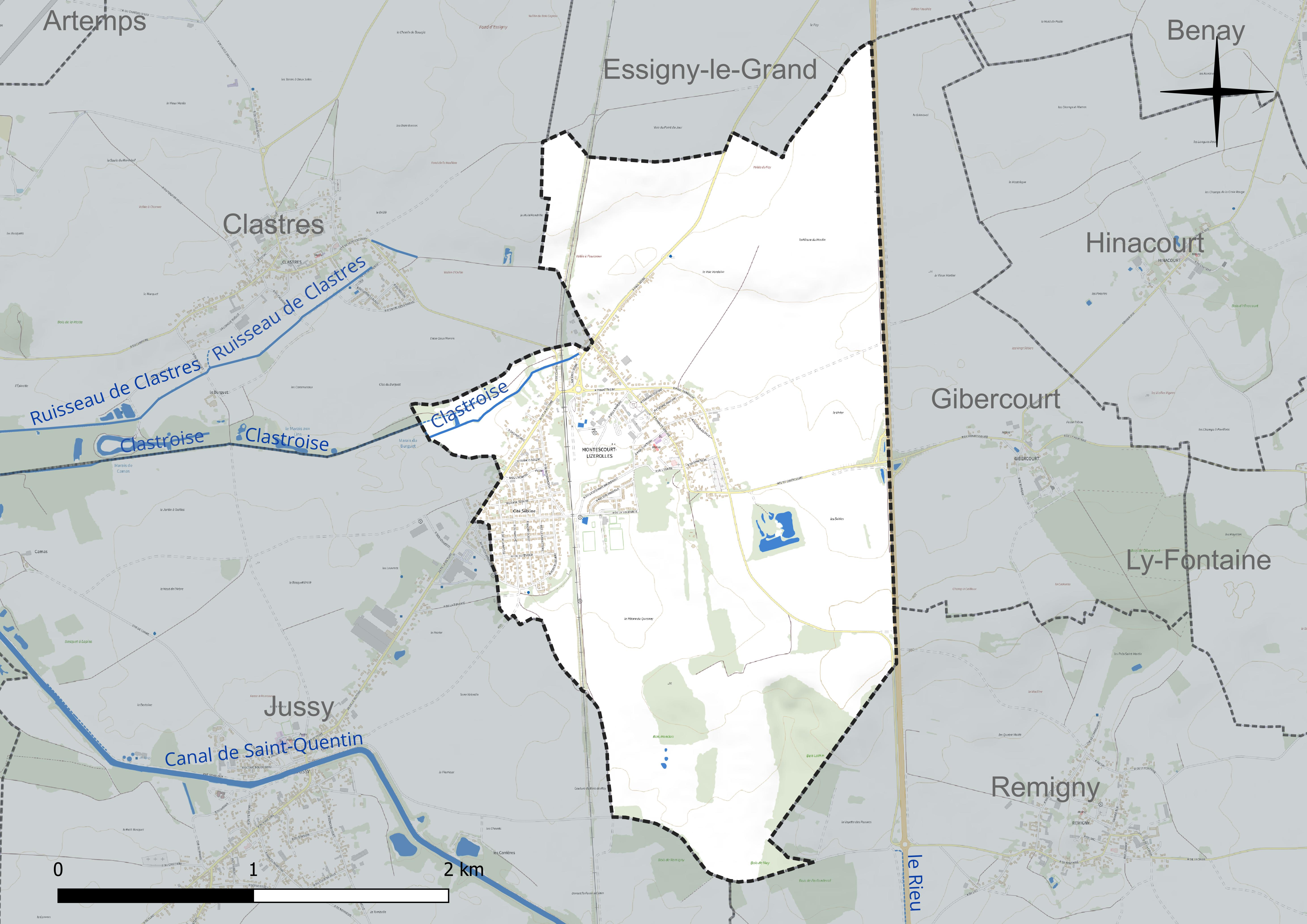
Réseau hydrographique de Montescourt-Lizerolles.

#### Gestion et qualité des eaux
Le territoire communal est couvert par le schéma d'aménagement et de gestion des eaux (SAGE) « Haute Somme ». Ce document de planification concerne un territoire de 1 798 km2 de superficie, délimité par le bassin versant de la Haute Somme est constitué d'un réseau hydrographique complexe de cours d'eau, de marais, d'étangs et de canaux. Le périmètre a été arrêté le 21 avril 2006 et le SAGE proprement dit a été approuvé le 15 juin 2017. La structure porteuse de l'élaboration et de la mise en œuvre est le syndicat mixte d'aménagement hydraulique du bassin versant de la Somme (AMEVA).
La qualité des cours d'eau peut être consultée sur un site dédié géré par les agences de l'eau et l'Agence française pour la biodiversité.

### Climat
Pour des articles plus généraux, voir Climat des Hauts-de-France et Climat de l'Aisne.
En 2010, le climat de la commune est de type climat océanique dégradé des plaines du Centre et du Nord, selon une étude du CNRS s'appuyant sur une série de données couvrant la période 1971-2000. En 2020, Météo-France publie une typologie des climats de la France métropolitaine dans laquelle la commune est dans une zone de transition entre le climat océanique et le climat océanique altéré et est dans la région climatique Nord-est du bassin Parisien, caractérisée par un ensoleillement médiocre, une pluviométrie moyenne régulièrement répartie au cours de l'année et un hiver froid (3 °C).
Pour la période 1971-2000, la température annuelle moyenne est de 10,4 °C, avec une amplitude thermique annuelle de 14,8 °C. Le cumul annuel moyen de précipitations est de 714 mm, avec 11,5 jours de précipitations en janvier et 8,8 jours en juillet. Pour la période 1991-2020, la température moyenne annuelle observée sur la station météorologique la plus proche, située sur la commune de Fontaine-lès-Clercs à 8 km à vol d'oiseau, est de 10,8 °C et le cumul annuel moyen de précipitations est de 683,4 mm,. Pour l'avenir, les paramètres climatiques de la commune estimés pour 2050 selon différents scénarios d'émission de gaz à effet de serre sont consultables sur un site dédié publié par Météo-France en novembre 2022.

## Urbanisme

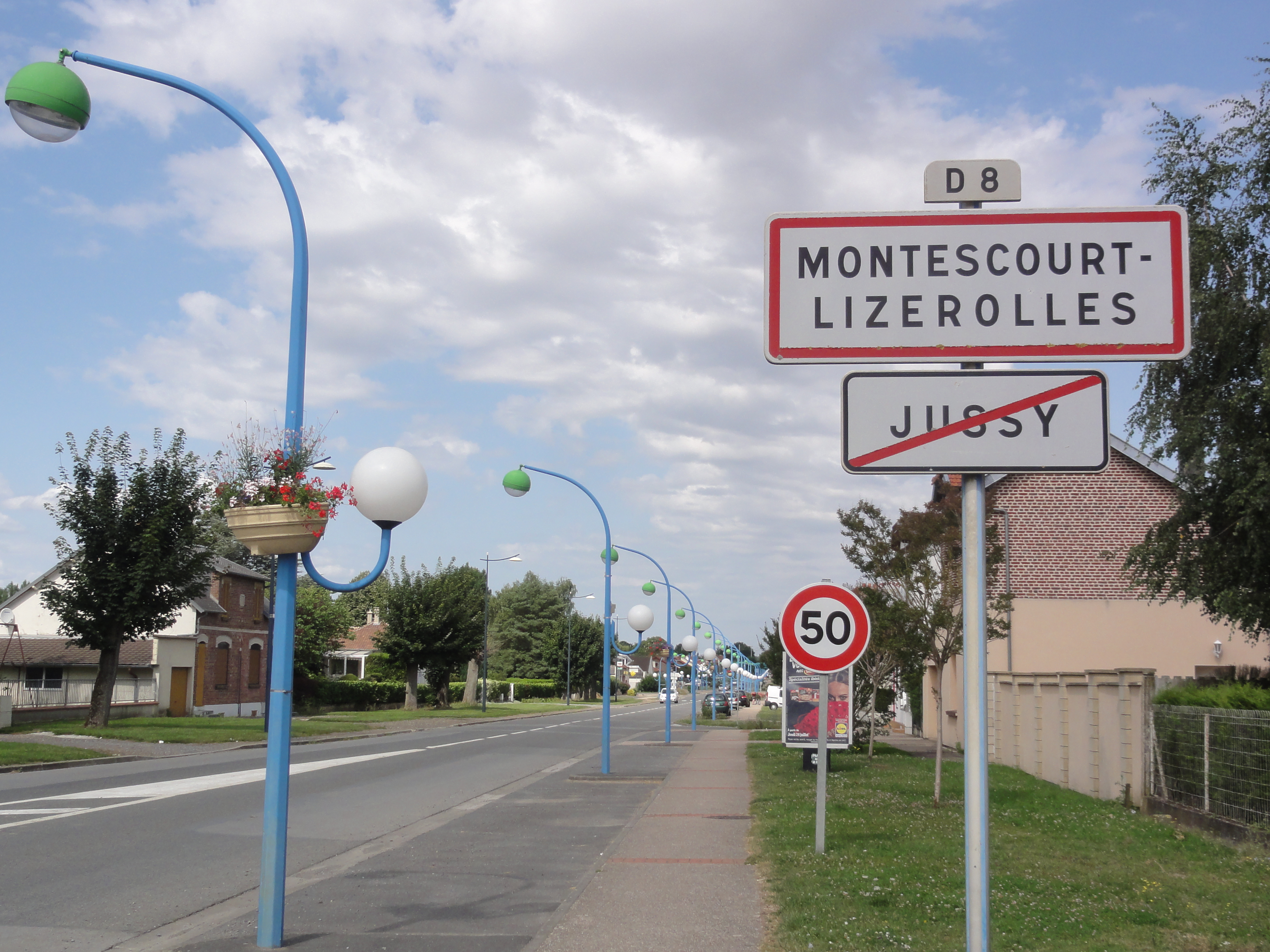
Entrée de Montescourt-Lizerolles, depuis Jussy.

### Typologie
Au 1er janvier 2024, Montescourt-Lizerolles est catégorisée bourg rural, selon la nouvelle grille communale de densité à 7 niveaux définie par l'Insee en 2022.
Elle appartient à l'unité urbaine de Montescourt-Lizerolles, une agglomération intra-départementale dont elle est ville-centre,. Par ailleurs la commune fait partie de l'aire d'attraction de Saint-Quentin, dont elle est une commune de la couronne,. Cette aire, qui regroupe 120 communes, est catégorisée dans les aires de 50 000 à moins de 200 000 habitants,.

### Occupation des sols
L'occupation des sols de la commune, telle qu'elle ressort de la base de données européenne d'occupation biophysique des sols Corine Land Cover (CLC), est marquée par l'importance des territoires agricoles (81,2 % en 2018), en diminution par rapport à 1990 (82,1 %). La répartition détaillée en 2018 est la suivante : 
terres arables (71 %), zones urbanisées (15,4 %), zones agricoles hétérogènes (10,2 %), forêts (3,4 %).
L'évolution de l'occupation des sols de la commune et de ses infrastructures peut être observée sur les différentes représentations cartographiques du territoire : la carte de Cassini (XVIIIe siècle), la carte d'état-major (1820-1866) et les cartes ou photos aériennes de l'IGN pour la période actuelle (1950 à aujourd'hui).

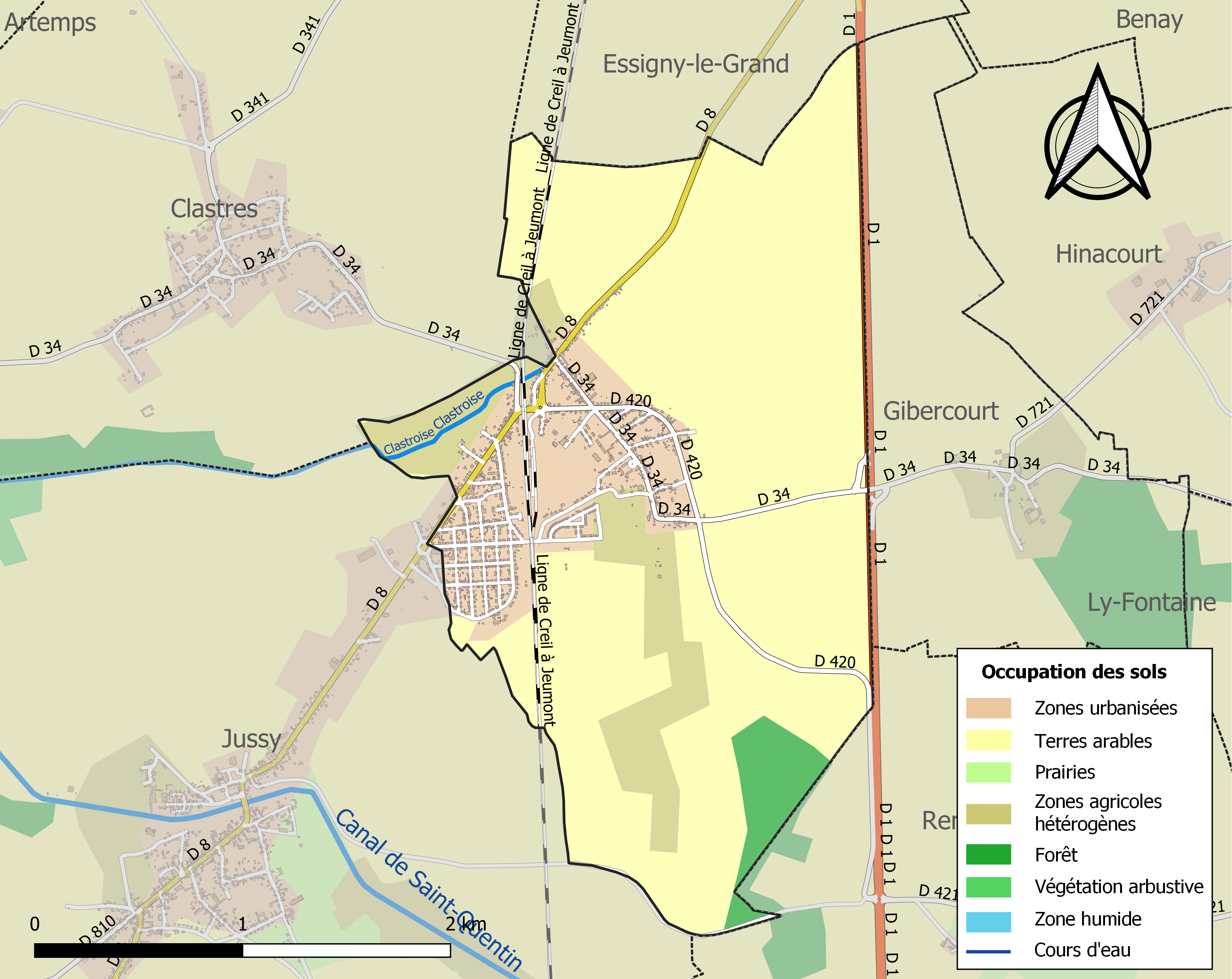
Carte de l'occupation des sols de la commune en 2018 (CLC).

## Toponymie
Dès 1115, on voit apparaître le nom Montescuit dans les actes de la donation de l'autel du village aux domaines de Saint-Denis de Reims. En 1137 on écrivait Montescurry, Montiscurt en 1150 et Montescurt en 1165 dans le cartulaire de l'abbaye de Saint-Martin de Laon.
C'est en 1543 qu'est ajouté le Lizerol à Montescourt.
Dans le dictionnaire historique de Maximilien Melleville on trouve Monis Curtis ou Monnis Curtis de Munith et Cortem.
Munith était un nom d'origine germanique, Cortem le domaine gallo-romain qui a donné naissance, dans nos région aux villages.
Ainsi, notre commune serait le domaine de Montih, seigneur germain qui aurait vécu sur ces terres. Concernant Lizerolles nous en connaissons encore moins, lize devrait venir du mot lisière.

## Histoire
Lizerolles est un hameau situé sur la route de Chauny rattaché au XIXe siècle à Montescourt.
En venant de Saint-Quentin sur la RD 1, un monument domine la plaine alentour. Associant « dans un pieux et égal hommage les Français et leurs adversaires » cet édifice commémore la Bataille de Saint-Quentin (1557) ou de la Saint-Laurent.
Le 10 février 1917, la population du village est évacuée et déportée vers l'Allemagne. Un odonyme local (« Rue du 10-Février ») rappelle cet événement.

## Politique et administration

La communauté d'agglomération du Saint-Quentinois dans le département de l'Aisne.

### Rattachements administratifs et électoraux
La commune se trouve dans l'arrondissement de Saint-Quentin du département de l'Aisne. Pour l'élection des députés, elle fait partie de la deuxième circonscription de l'Aisne.
Elle faisait partie depuis 1801 du canton de Saint-Simon. Dans le cadre du redécoupage cantonal de 2014 en France, elle fait désormais partie du canton de Ribemont.

### Intercommunalité
La commune faisait partie de la communauté de communes du canton de Saint-Simon (C32S), créée fin 1994.
Dans le cadre des dispositions de la loi portant nouvelle organisation territoriale de la République (Loi NOTRe) du 7 août 2015, qui prévoit que les établissements publics de coopération intercommunale (EPCI) à fiscalité propre doivent avoir un minimum de 15 000 habitants (sous réserve de certaines dérogations bénéficiant aux territoires de très faible densité), le préfet de l'Aisne a adopté un nouveau schéma départemental de coopération intercommunale par arrêté du 30 mars 2016 qui prévoit notamment la fusion de la  communauté de communes du canton de Saint-Simon et de la communauté d'agglomération de Saint-Quentin, aboutissant au regroupement de 39 communes comptant 83 287 habitants.
Cette fusion est intervenue le 1er janvier 2017, et la commune est désormais membre de la communauté d'agglomération du Saint-Quentinois.

### Liste des maires

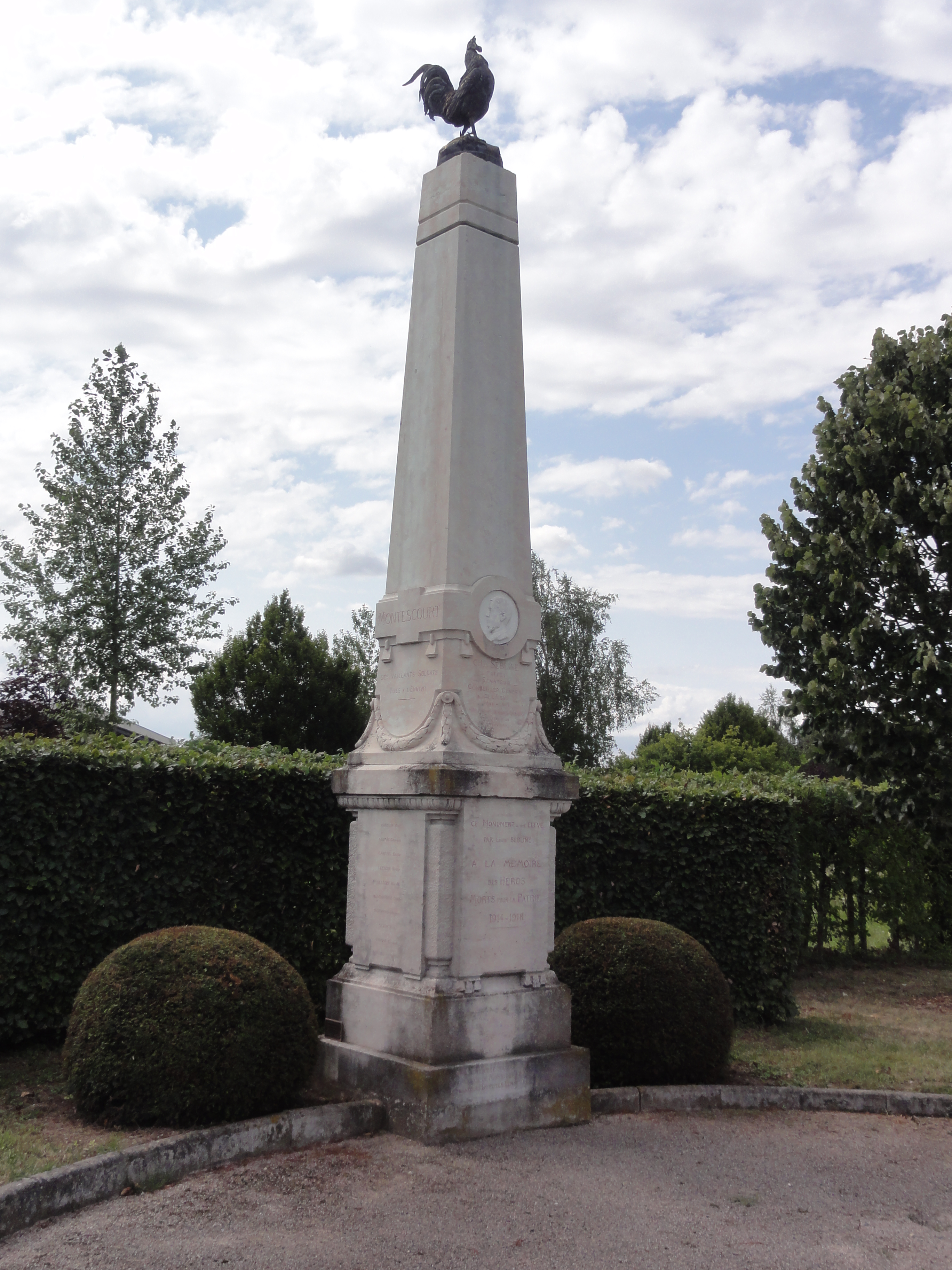
Monument aux morts de la Première Guerre mondiale, édifié sous le mandat de Louis Sébline.

| Période                                  | Période                   | Identité        | Étiquette    | Qualité |
| ---------------------------------------- | ------------------------- | --------------- | ------------ | --- |
| Les données manquantes sont à compléter. |                           |                 |              | |
|                                          | février 1917              | Charles Sébline |              | Sénateur, ancien préfet |
|                                          |                           | Louis Sébline   |              | Fils du précédent |
|                                          |                           | Paul Demoulin   | PCF          | Cheminot Conseiller général de Saint-Simon (1945 → 1954) |
| Les données manquantes sont à compléter. |                           |                 |              | |
| mars 1989                                | mai 2020                  | Roland Renard   | PCF puis IDG | Fonctionnaire territorial Député de l'Aisne (4e circ.) (1973 → 1986) Conseiller général de Saint-Simon (1966 → 2015) Ancien vice-président du conseil général Président de la C32S (1994 → 2016) Suppléant de la députée Odette Grzegrzulka (1997-2002) Réélu pour le mandat 2014-2020 |
| mai 2020                                 | En cours (au 23 mai 2020) | Stéphane Linier | SE           | Cadre de la fonction publique Conseiller départemental depuis 2021 |

## Démographie
L'évolution du nombre d'habitants est connue à travers les recensements de la population effectués dans la commune depuis 1793. Pour les communes de moins de 10 000 habitants, une enquête de recensement portant sur toute la population est réalisée tous les cinq ans, les populations de référence des années intermédiaires étant quant à elles estimées par interpolation ou extrapolation. Pour la commune, le premier recensement exhaustif entrant dans le cadre du nouveau dispositif a été réalisé en 2004.

En 2022, la commune comptait 1 619 habitants, en évolution de −2,7 % par rapport à 2016 (Aisne : −1,97 %, France hors Mayotte : +2,11 %).
| 1793 | 1800 | 1806 | 1821 | 1831 | 1836 | 1841 | 1846 | 1851 |
| ---- | ---- | ---- | ---- | ---- | ---- | ---- | ---- | ---- |
| 405  | 398  | 457  | 389  | 431  | 433  | 448  | 472  | 536  |

| 1856 | 1861 | 1866 | 1872 | 1876 | 1881 | 1886 | 1891 | 1896 |
| ---- | ---- | ---- | ---- | ---- | ---- | ---- | ---- | ---- |
| 550  | 637  | 732  | 702  | 754  | 797  | 714  | 717  | 718  |

| 1901 | 1906 | 1911 | 1921 | 1926  | 1931  | 1936  | 1946  | 1954  |
| ---- | ---- | ---- | ---- | ----- | ----- | ----- | ----- | ----- |
| 731  | 703  | 674  | 716  | 1 262 | 1 457 | 1 265 | 1 276 | 1 387 |

| 1962  | 1968  | 1975  | 1982  | 1990  | 1999  | 2004  | 2006  | 2009  |
| ----- | ----- | ----- | ----- | ----- | ----- | ----- | ----- | ----- |
| 1 624 | 1 814 | 1 668 | 1 485 | 1 460 | 1 476 | 1 530 | 1 646 | 1 669 |

| 2014  | 2019  | 2022  | - | - | - | - | - | - |
| ----- | ----- | ----- | - | - | - | - | - | - |
| 1 669 | 1 616 | 1 619 | - | - | - | - | - | - |

## Culture locale et patrimoine

### Lieux et monuments

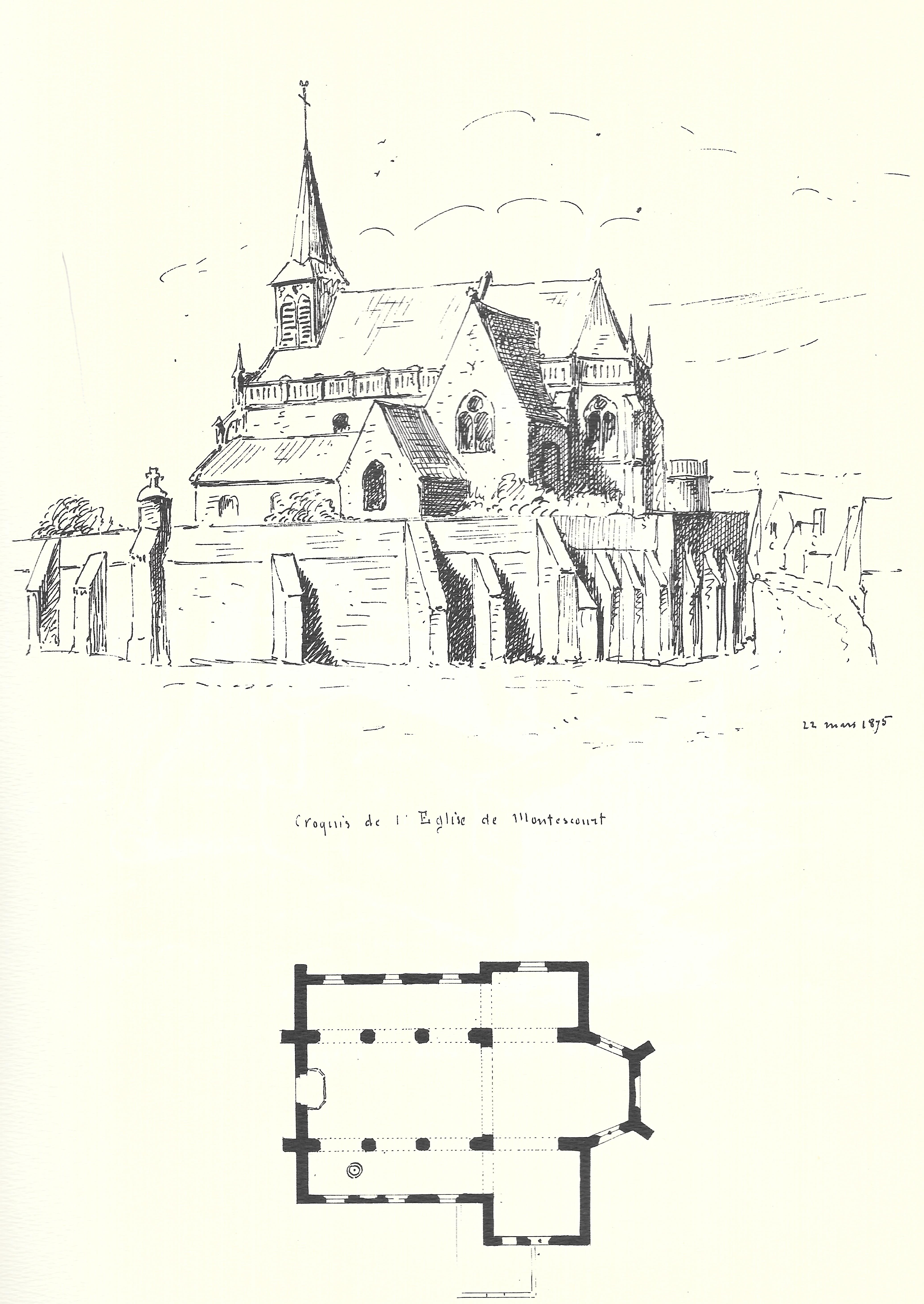
L'église en 1875
(dessin de Joachim Malézieux [1851-1906]).

- Montescourt-Lizerolles a connu un premier grand développement après la Première Guerre mondiale. L'église Saint-Lambert construite pour partie grâce aux dommages de guerre dans les années 1920 témoigne de l'ambition du village ; toute en brique, mais avec une charpente métallique, son architecture massive l'impose comme point culminant du village, au milieu de la vaste plaine picarde.

La croisée du transept devait supporter un campanile dont on devine la base, mais ce projet fut abandonné, faute de moyens, et sans doute aussi parce que l'édifice est très vite apparu fragile. Les charpentes métalliques ont très vite travaillé, tout comme les structures métalliques qui supportaient les grandes verrières, affaiblissant l'ensemble de l'église.
Elle dut être détruite en 1986 à la suite de l'apparition de fissures dans l'église, pour ne conserver que la nef du bâtiment.
- La gare de Montescourt, sur la ligne de Creil à Jeumont (axe Paris - Bruxelles).

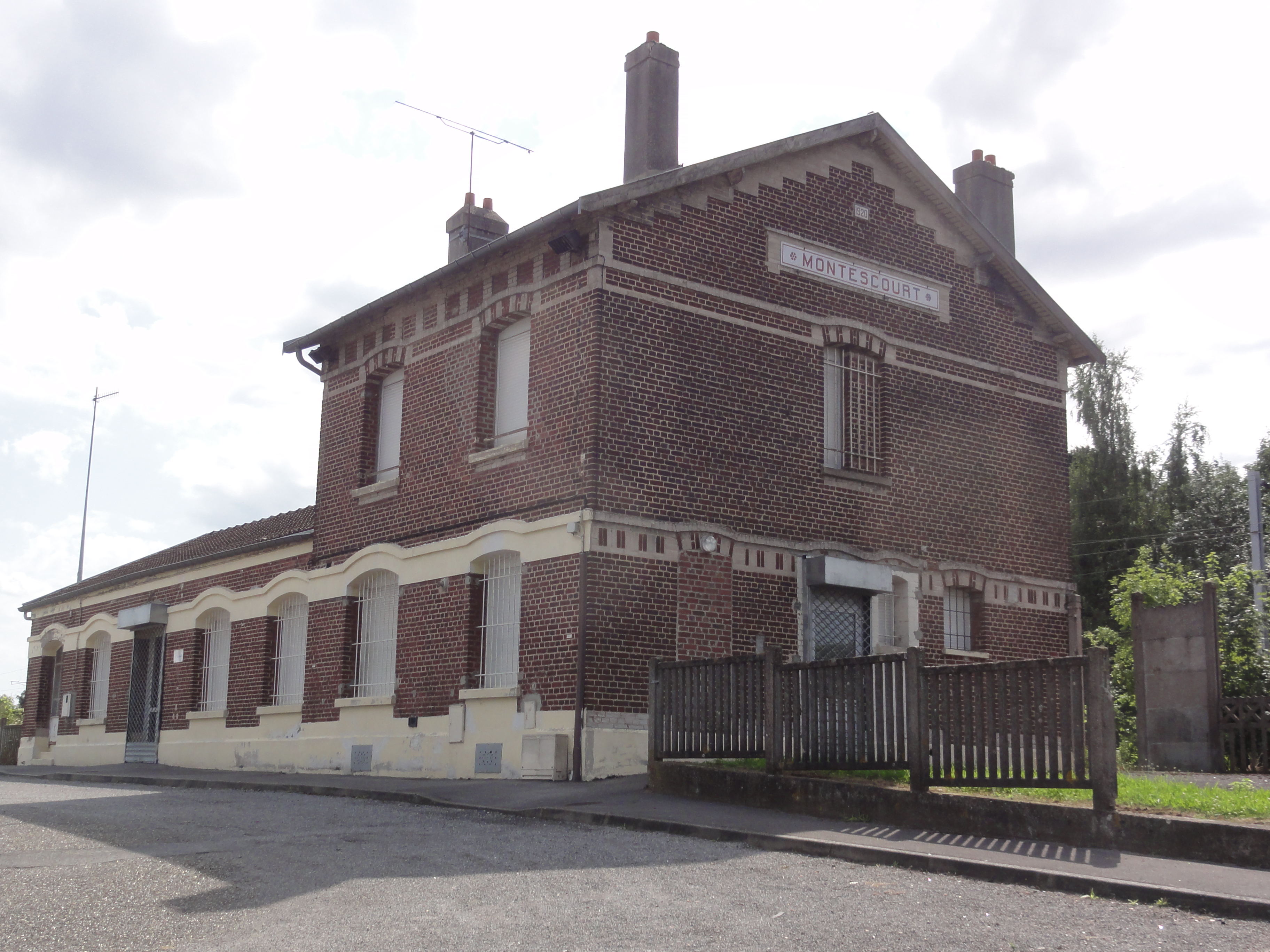
L'ancien bâtiment de la gare.

- Motte signalée par Salch[24].

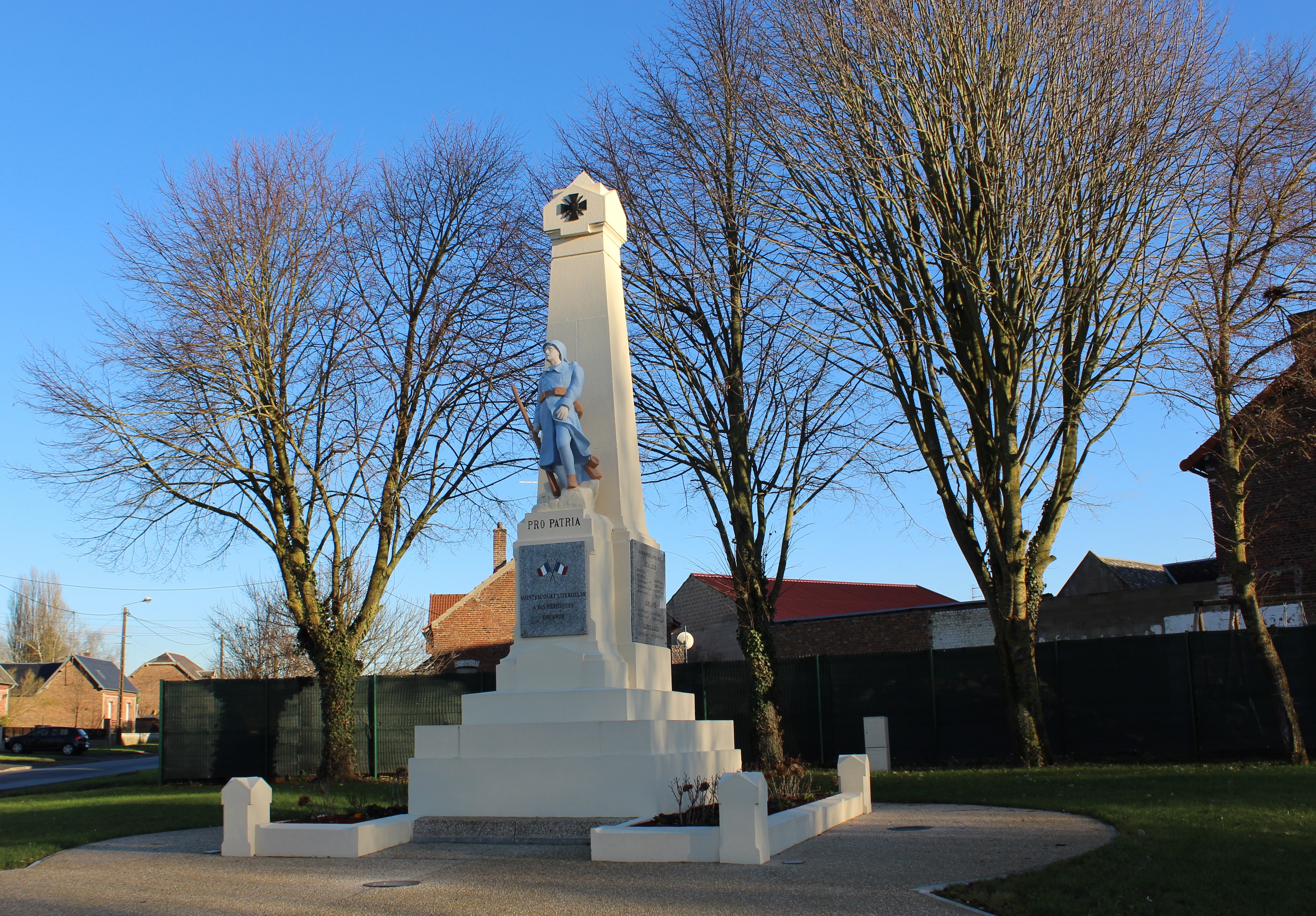
Le monument aux morts.
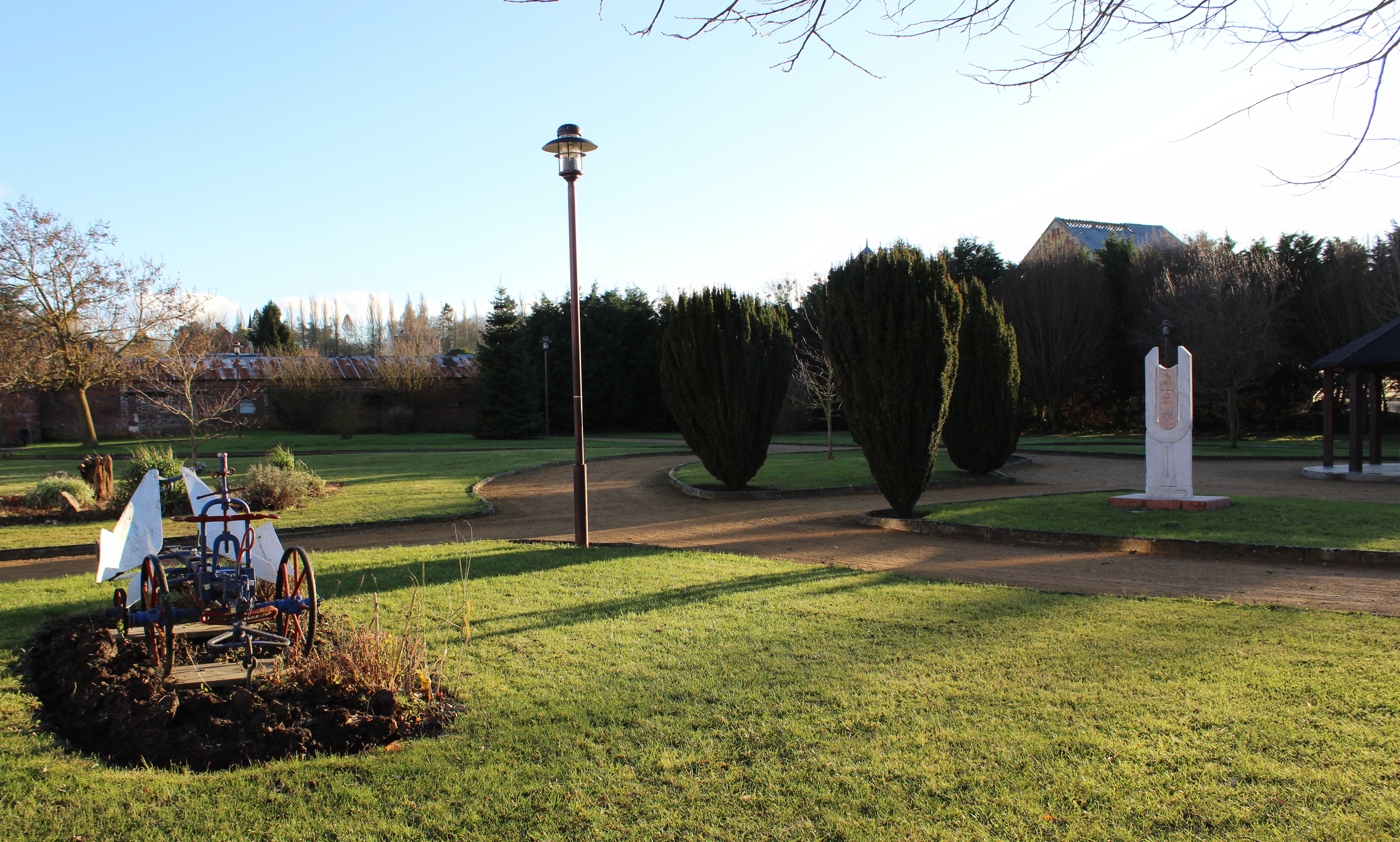
Le mail François-Mitterrand.
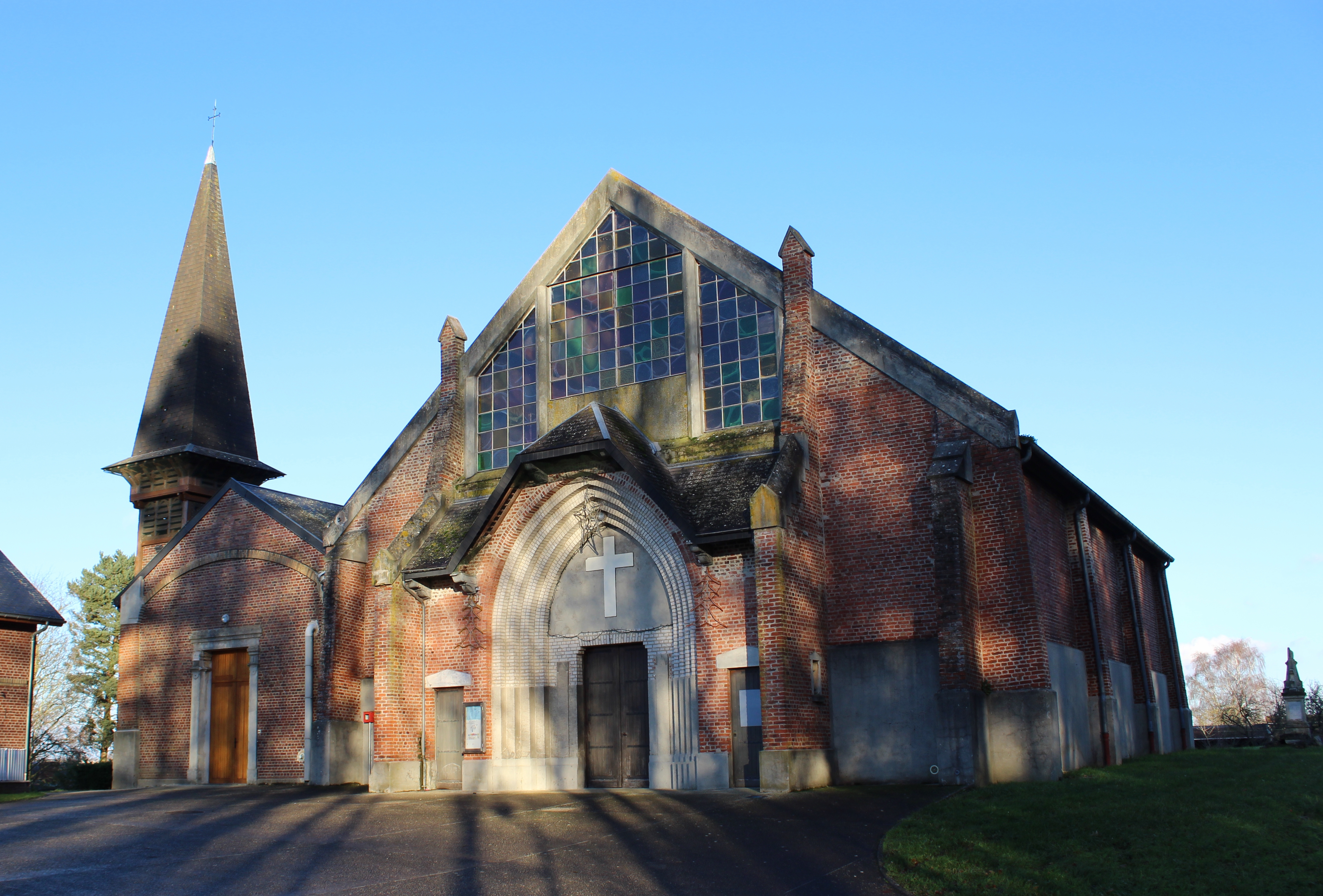
L'église.

### Personnalités liées à la commune
- Victor-Lucien-Sulpice Lecot, cardinal, né le 8 janvier 1831 d'une famille d'agriculteurs de Montescourt-Lizerolles, poursuivra une carrière brillante dans la hiérarchie sacerdotale à Noyon, à Compiègne puis à Dijon où il s'attachera en priorité au sort des plus défavorisés. Archevêque de Bordeaux, il est enfin nommé en tant que Primat d'Aquitaine. Il est décédé le 19 décembre 1908.
- Charles Sébline, né le 8 juin 1846 à Saint-Pellerin (Manche), Préfet de l'Aisne, sénateur de l'Aisne de 1886 à 1917 et maire de Montescourt-Lizerolles. Il est mort en gare d'Aulnoye (Nord) le 10 février 1917 lors de sa déportation en Allemagne.
- Roland Renard, ancien député, vice-président du conseil général de l'Aisne, maire de Montescourt-Lizerolles de 1989 à 2020.

### Héraldique
| Blason de Montescourt-Lizerolles | Blason  | De sable à la croix d'argent chargée de cinq coquilles de gueules. Ornements extérieursCroix de guerre 1914-1918                                               |
| Blason de Montescourt-Lizerolles | Détails | La commune de Saint-Simon et des communes du département voisin de la Somme portent le même type d'armoiries. Le statut officiel du blason reste à déterminer. |